# 순조실록
《순조연덕현도경인순희문안무정헌경성효대왕실록》(純祖淵德顯道景仁純禧文安武靖憲敬成孝大王實錄) 또는 《순조실록》(純祖實錄)은 1800년(순조 즉위년) 음력 7월부터 1834년(순조 34년) 음력 11월까지 순조 시대의 국정 전반에 관한 사실을 편년체로 기록한 실록이다. 총 34권 36책으로 구성되어 있으며, 《조선왕조실록》의 일부를 이룬다.
1835년(헌종 원년) 음력 5월부터 1838년(헌종 4년) 음력 윤4월까지 편찬하였다. 원래는 《순종실록》이었으나, 1857년(철종 8년) 순종의 묘호가 순조로 추존되면서 실록의 제목도 《순조실록》으로 개칭되었다.